# 仰德大道
仰德大道是自臺灣台北市士林區通往陽明山的主要道路，路幅寬12米，為省道台2甲線的一部分。起點為士林區復興橋頭、終點為山仔后，連接格致路。本路原為日治時代開發草山溫泉時初闢，當時稱為「草山街道」、「草山道路」，屬於士林金山道的一部分，是以國庫或地方經費改善養護之「指定道路」。二戰後，先總統蔣中正為紀念明代學者王陽明，將大屯山、七星山、紗帽山、小觀音山一帶，原名「草山」的山區改名為「陽明山」。1950年3月31日，經政府核定正式公告（草山管理局亦更名為陽明山管理局），並將士林至陽明山公路命名為「仰德大道」。

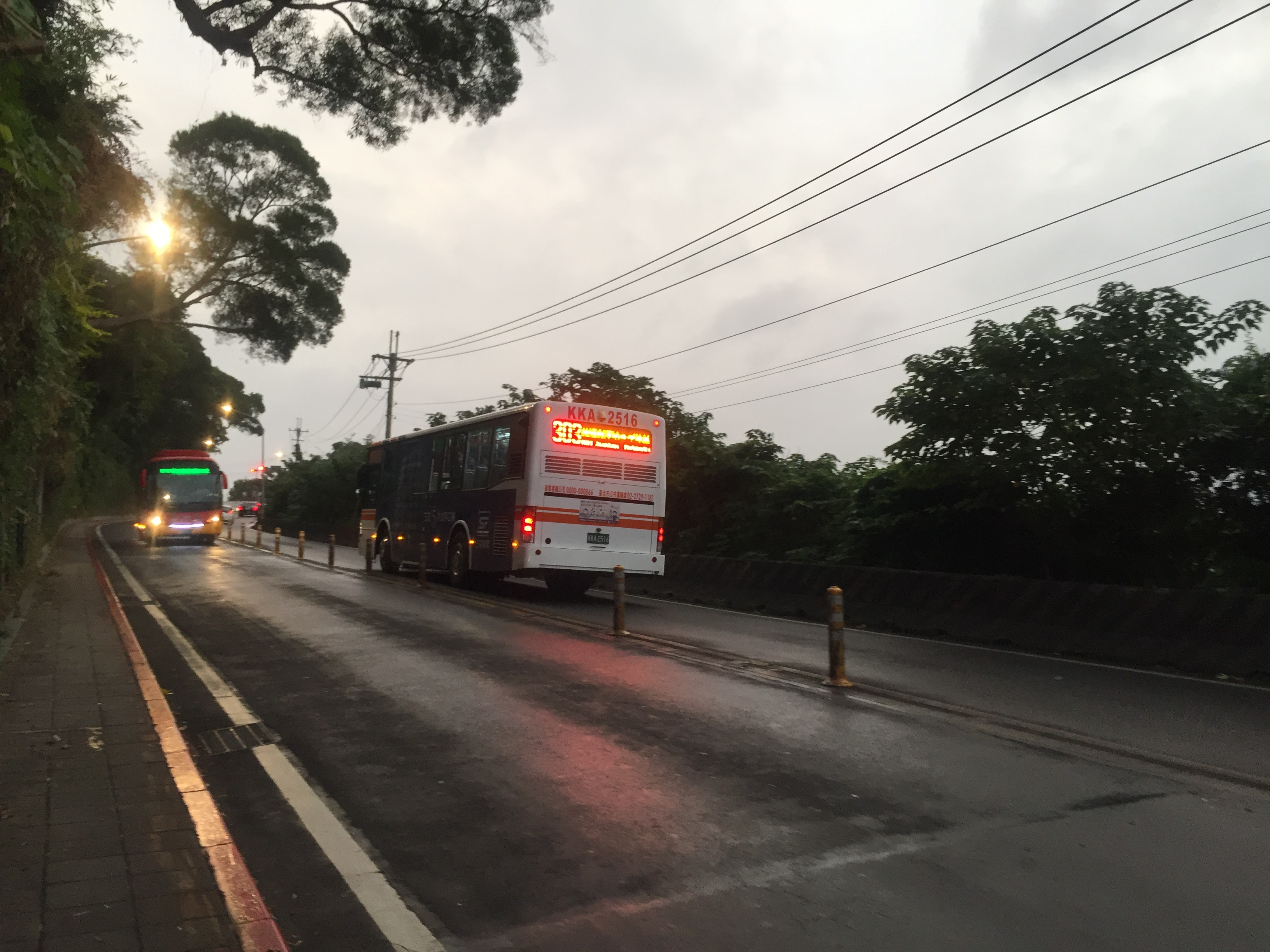
仰德大道一段下雨天路景

## 分段
- 一段：復興橋頭（福林路、至誠路一段、芝玉路一段路口）至嶺頭。
- 二段：嶺頭至福音。
- 三段：福音至新安。
- 四段：下竹林（格致國中附近）到山仔后（格致路、建業路口）。

## 沿線設施
- 一段

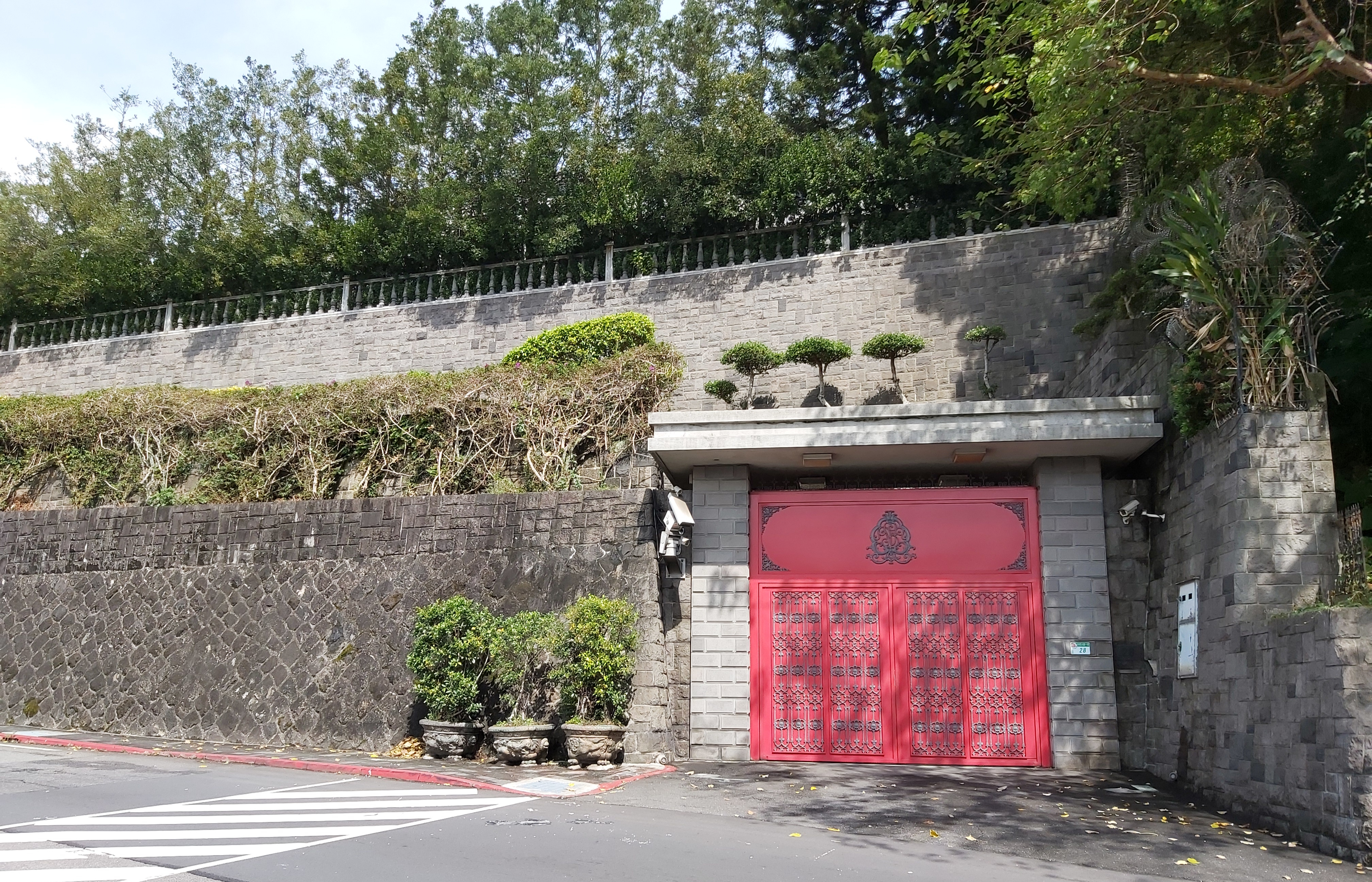
林榮三故居（一段28號）

  - 臺北市政府警察局士林分局芝山岩派出所(16號)
  - 臺北市私立華興高級中學(小學、中學、高中、育幼院)(101號)
  - 中華民國國家安全局(110號)
- 二段
  - 臺灣神學院(2巷20號)
  - 林語堂故居(141號)
- 三段
  - 臺北市政府警察局士林分局永福派出所(49號)
  - 臺北市士林區陽明山國民小學(61號)
- 四段
  - 臺北市立格致國民中學(75號)
  - 臺北市政府消防局第四救災救護大隊士林中隊山仔后分隊(161號)
  - 臺北市政府工務局公園路燈工程管理處花卉試驗中心(175巷32號)

## 交通管制
含週休二日的連續2日假日，臺灣時間8至15時仰德大道復興橋頭北向上山方向，14時至18時陽明路、陽明路一段43巷口南向下山方向，採取交通管制措施，禁止沒有通行證之自用小汽車（含客、貨兩用車）通過交通管制點，但計程車、貨車及身心障礙號牌車輛不受管制。參加婚喪喜慶或舉辦活動者，可向當地里長或至臺北市政府交通局交通治理科申請臨時通行條，單次使用，由交通管制點之警員收走。